# Les noves aventures de la Pippi Calçallarga
Les noves aventures de la Pippi Calçallarga (títol original: The New Adventures of Pippi Longstocking) és una pel·lícula d'aventures musicals de 1988 escrita i dirigida per Ken Annakin, basada en la sèrie de llibres Pippi Långstrump d'Astrid Lindgren. Es tracta d'una producció conjunta sueca-estatunidenca produïda per Columbia Pictures, Longstocking Productions i Svensk Filmindustri. Tot i que el títol suggereix una continuació de les aventures anteriors, de fet és un remake de la història original. Està doblada al català.
Filmada a Fernandina Beach a l'Illa d'Amelia i en escenaris sonors a Jacksonville, la pel·lícula es va estrenar el 8 de març de 1988 a Tòquio, abans de ser estrenada el 29 de juliol als Estats Units i el 9 de setembre a Suècia. Va rebre crítiques contradictòries en el seu llançament i es va convertir en un fracàs financer. Va ser l'últim llargmetratge acabat d'Annakin abans de morir el 22 d'abril de 2009.

## Argument
Després que el vaixell del seu pare sigui arrossegat per una tempesta sobtada, la Pippi queda encallada amb el seu cavall i el seu mico a l'antiga casa familiar.

## Repartiment
- Tami Erin com Pippilotta "Pippi" Långstrump
- David Seaman, Jr. com Tommy Settigren
- Cory Crow as Annika Settigren
- Eileen Brennan com Miss Bannister
- Dennis Dugan com Mr. Settigren
- Dianne Hull com Mrs. Settigren
- George DiCenzo com Mr. Blackhart
- Dick Van Patten com Gregory
- John Schuck com Efraim Långstrump
- Branscombe Richmond com Fridolf
- Fay Masterson com noia

## Producció

### Desenvolupament
La idea d'una adaptació cinematogràfica estatunidenca de la sèrie Pippi Långstrump d'Astrid Lindgren es va desenvolupar per primera vegada quan les filles del productor Gary Mehlman, Romy i Alexandra, el van convèncer perquè intentés assegurar-se els drets de Lindgren. Quan el novembre de 1983 li va escriure una carta expressant el seu interès a adquirir els drets de la pel·lícula, ella va declinar, ja que considerava el personatge com "la seva pròpia filla".
Finalment, l'agost de 1984, Mehlman va viatjar a Estocolm durant la preproducció de The Yellow Jersey per reunir-se amb els executius de Lindgren i Svensk Filmindustri, Lennart Wiklund i Conny Planborg pels drets de la pel·lícula. Tot i que Svensk Filmindustri estava disposat a donar drets no escandinaus a la pel·lícula, Lindgren va dubtar. Després que Romy l'abracés durant la seva presentació, li va donar el seu aprovació. Després de tornar d'Estocolm, Mehlman es va reunir amb Walter Moshay, un consultor d'inversions i el millor amic de Mehlman, i Mishaal Kamal Adham, un inversor saudita que mai abans havia produït una pel·lícula. Després d'haver convençut Moshay i Adham de produir la pel·lícula amb un pressupost de 12 a 15 milions de dòlars, Mehlman va formar Longstocking Productions amb ells; Mehlman i Moshay van fer de productors, mentre que Adham va fer de productor executiu. El 15 d'agost, es va anunciar que Mehlman va comprar els drets de la pel·lícula i que Kimi Peck escriuria el guió de la pel·lícula. Ken Annakin i Gary Melham planejaven filmar una seqüela de la pel·lícula.
El 16 d'octubre de 1985, es va anunciar que Ken Annakin escriuria el guió i la producció estava programada per començar a principis de 1986 amb un pressupost estimat de 10-12 milions de dòlars; Babiera, Florida i Carolina del Nord figuren com a llocs de rodatge. A l'American Film Market el 25 de febrer de 1986, l'organització de vendes de productors va anunciar que va adquirir els drets de venda a l'estranger de la pel·lícula, amb TriStar Pictures que la va distribuir a Amèrica del Nord.

### Càsting
Pel càsting del personatge titular, Mehlman, Moshay i Annakin, juntament amb el director de càsting Garrison True i el vicepresident executiu de màrqueting Gary Shapiro, van començar una recerca internacional d'actrius potencials el 7 d'octubre de 1985. Més de 8.000 actrius dels Estats Units, el Canadà i el Regne Unit van participar en les audicions. Després de passar dues trucades i una prova de pantalla, Tami Erin va ser finalment seleccionada per al paper el 21 de febrer de 1986. Ella estava emocionada davant la perspectiva de treballar en la pel·lícula, dient: "Això és! La porta [de l'ascensor de l'hotel] es va obrir i […] [Annakin] va dir: "Ho tens!" Oh, oh, no tenia ni idea de que m'emocionaria tant després de tots aquests anys, oh Déu meu!
Sobre el càsting d'Erin, Annakin va dir: "No vull que [Tami] es converteixi en Pippi. Vull que la Pippi es converteixi en [Tami]. Mai he vist ningú irradiar el sol com ho fa ella".

### Rodatge
El rodatge va començar el 17 de maig de 1987 a Fernandina Beach, Florida. Durant la producció, Annakin va permetre a Erin improvisar gran part del diàleg.
Les escenes exteriors de Villa Villekulla es van rodar a la Casa del Capità, situada prop de la plaça San Carlos. Les escenes interiors es van filmar als estudis WJCT de Jacksonville, Florida.

## Banda sonora
Atlantic Records va publicar la banda sonora de la pel·lícula quan es va estrenar, tant en format LP com en CD (LP: 91016-1, CD: 91016-2). També va ser emès al Japó per Polydor Records (CD: P32P-20156). L'LP i el CD Atlantic tenia 22 temes, amb la partitura de Misha Segal, i totes les cançons. Garrison True va proporcionar la narració d'algunes de les cançons.

## Recepció

### Taquilla
La pel·lícula es va estrenar el 8 de març de 1988 a Tòquio. Es va estrenar a Nord-amèrica el 15 de juliol de 1988 al Florida Theatre de Jacksonville i es va estrenar a tot el país el 29 de juliol, guanyant 933.462 $ el cap de setmana d'obertura. Va recaptar 3,6 milions de dòlars a Amèrica del Nord, menys de la meitat del seu pressupost, i es va convertir en la 136a pel·lícula més taquillera de 1988 als Estats Units

### Resposta crítica
A Astrid Lindgren, la creadora de Pippi, no li va agradar la pel·lícula, malgrat les seves conviccions bàsiques.
De fet, mai vaig voler fer cap pel·lícula de Pippi. El que m'estàs parlant [ Les noves aventures... ]... Bé, aquest tipus va venir des d'Amèrica i em va dir que havien de fer una pel·lícula sobre Pippi. Perquè per als nens nord-americans, em va dir, només hi ha violència per mirar i escoltar i s'havien d'acostumar a veure algú que fos amable, i per això havia de ser Pippi. I llavors vaig pensar per a mi mateix, bé, si puc ajudar a combatre la misèria de la violència a Amèrica, que així sigui. Tanmateix, més tard vaig veure la pel·lícula i va ser tan terrible...
Janet Maslin de The New York Times va fer una crítica mixta de la pel·lícula. Va ser crítica amb l'actuació de Tami Erin, el guió i els efectes visuals, però va elogiar l'actuació d'Eileen Brennan i el disseny del cabell d'Erin. Richard Harrington, escrivint per a The Washington Post, va considerar que "és igual de difícil imaginar que Lindgren envia Pippi de nou a Hollywood en un futur proper" i va criticar les trames secundàries de la pel·lícula. Va concloure que "qualsevol cosa que impulsi els nens a llegir no pot ser del tot dolent". El popular Peter Travers va criticar la història de la pel·lícula, la música i l'actuació, dient "Si el bonic pogués matar, Pippi de cua de porc podria posar les nacions de genolls". Todd McCarthy de Variety la va anomenar "una pel·lícula només per a la gent gran". Tot i que McCarthy va elogiar la caracterització de Pippi, va trobar l'actuació d'Erin "prevalent" i va afirmar que "aguantar la seva falta d'encant durant 100 minuts és una tasca difícil". No obstant això, va elogiar les actuacions d'Eileen Brennan, Dianne Hull i John Schuck i més tard va declarar: "Malgrat els grans buits en algunes de les posades en escena, la producció de [escriptor/director] Ken Annakin és prou presentable per al que es necessita aquí".
Johanna Steinmetz del Chicago Tribune també va tenir sentiments contradictoris. Va pensar que Erin "sembla encarnar la implacable bona naturalesa, l'agilitat física i el cor necessari per al paper", però va qüestionar l'argument i la banda sonora de la pel·lícula, i va concloure que es tracta "d'un museu de Pippi Calcesllarges més que d'una pel·lícula, plena de fragments i peces. d'una sèrie de llibres diferents [de Lindgren], cap d'ells ha treballat junts". A la seva Guia de pel·lícules de 2015, el crític Leonard Maltin va trobar en Pippi un "problema cansat" i va afirmar que la pel·lícula probablement atrauria "els nens sense discriminació". No obstant això, Candice Russell del Sun-Sentinel en va fer una crítica positiva. Malgrat la seva preocupació per l'escena on Pippi utilitza la pistola d'Efraim per allunyar els intrusos, la va elogiar per la seva configuració i l'actuació d'Erin. Li va donar tres estrelles, i va concloure que Ken Annakin "mereix estar orgullós de les noves aventures de Pippi Calçallarga, a l'estil de Disney".

### Llegat
Parlant amb el Daily Herald, Tami Erin va reflexionar sobre la pel·lícula el 2013, dient: "Convertir-se en una autèntica estrella de cinema en una pel·lícula d'estudi et dóna una mena d'accés total a les coses de la vida, i he tingut molta sort per tots els les portes que la pel·lícula m'ha obert".
El maig de 2014, Suzanne Broughton, de l' Orange County Register, va incloure la pel·lícula a la seva llista de 20 pel·lícules per a nens. Va dir que "té alguns moments divertits, però encara ofereix l'esperit despreocupat d'aquesta petita pell-roja".